# Phobetus desertus
Phobetus desertus är en skalbaggsart som beskrevs av Blom och Clark 1984. Phobetus desertus ingår i släktet Phobetus och familjen Melolonthidae. Inga underarter finns listade i Catalogue of Life.